# Camping del terrore
Camping del terrore è un film del 1986 diretto da Ruggero Deodato.

## Trama
In un campeggio tra i boschi di una non meglio precisata località statunitense, una coppia di giovani viene trucidata da un misterioso assassino. Dopo il tragico evento il campeggio viene chiuso anche se i gestori Julia, Robert e il loro figlio Ben continuano a vivere sul posto. Il loro rapporto è in crisi e la situazione è esacerbata da un lato dalla relazione della donna con lo sceriffo locale, dall'altro dall'ossessione di Robert per il vecchio sciamano, figura leggendaria che Ben asserisce essere l'autore dei due omicidi.
Anni dopo un gruppo di ragazzi arriva nel campeggio, credendolo ancora in attività, per trascorrere una vacanza ma un assassino dalle sembianze mostruose inizia a trucidare i membri della comitiva. I superstiti si convincono che il colpevole sia Robert e chiedono invano aiuto a Ben. Ormai disperati i ragazzi organizzano una disperata difesa nel vecchio spaccio alimentare del campeggio ma verrebbero rapidamente sopraffatti se non giungesse lo sceriffo a uccidere l'aggressore con un colpo di fucile. Superato ormai il momento di pericolo lo sceriffo toglie all'assassino la maschera che indossa e scopre così che dietro di essa non si nasconde Robert ma il figlio Ben. Gli unici due superstiti possono così riprendere la via di casa mentre Robert, in fuga nei boschi dopo aver ucciso Julia, viene raggiunto e ucciso da una figura del tutto identica a quella interpretata da Ben.

## Produzione
Il film può essere considerato a tutti gli effetti un'imitazione italiana della saga cinematografica horror statunitense Venerdì 13.
Il progetto del film nasce da un copione di Alessandro Capone che intendeva curarne anche la regia e solo successivamente la sua realizzazione è stata invece affidata a Ruggero Deodato, che del film ne fu anche il produttore.
Il film è ambientato in una non meglio precisata località montana statunitense ma le riprese esterne in realtà sono state effettuate in Italia alle cascate di Monte Gelato nel comune di Mazzano Romano e a Rigopiano (PE) vicino a Campo Imperatore, e presentarono notevoli difficoltà a causa di una poco accurata preparazione di cast e troupe all'ambiente montano e dalle proibitive condizioni atmosferiche (le riprese si svolsero nel periodo ottobre-novembre del 1985).

## Distribuzione
Il film venne distribuito nel circuito cinematografico italiano il 15 maggio 1987, ma non ebbe il successo sperato.
Prima che in Italia il film fu proiettato negli Stati Uniti, a partire dal 28 ottobre 1986, con il titolo Body Count, ed ebbe qui invece discreto successo, sebbene distribuito con un numero limitato di copie.
Venne in seguito distribuito anche in Portogallo (10 marzo 1988) ed in Messico (1º gennaio 1991).
In Norvegia fu distribuito nel corso del 1987 ed in Germania Ovest a partire dal febbraio 1988 ma in questi ultimi due casi il film arrivò direttamente in formato VHS per il circuito home-video.

## Curiosità
- Fu l'ultima apparizione cinematografica per Ivan Rassimov.